# Coenagrion melanoproctum
Coenagrion melanoproctum – gatunek ważki z rodziny łątkowatych (Coenagrionidae). Występuje na wyspach Oceanii – w Melanezji i Polinezji. Na World Odonata List ważność tego taksonu podawana jest w wątpliwość.